# O Grilo Feliz e os Insetos Gigantes
O Grilo Feliz e os Insetos Gigantes é um longa metragem de animação brasileiro, lançado em 9 de janeiro de 2009. O filme foi produzido pela Start Desenhos Animados, com direção de Walbercy Ribas e Rafael Ribas. O filme é a continuação do longa O Grilo Feliz lançado em 2001.

## História
O Grilo feliz conta a história de um grilo que canta espalhando alegria para seus amigos. Um dia, o Grilo Feliz  descobre fósseis gigantes, é onde começam os problemas, os quais serão enfrentados contra a vilã Trambika. Além do Grilo, existe Pétala, a qual o Grilo Feliz se apaixona, e o grupo de sapos rappers, que querem gravar um CD e ganharem fama. 

## Personagens
- Grilo Feliz
- Pétala
- Rafael
- Bituquinho
- Netão
- Cara Dura
- Sinistro
- Verdugo
- Trambika
- Sakana e Salafra
- Vareta
- Sebastião
- Kakatus e Montanha

## Elenco
- Vagner Fagundes - Grilo Feliz
- Júlia Duarte - Pétala
- Rafael Ribas - Netão
- Marcelo Xepa - Cara Dura
- Ivo Roberto - Sinistro
- Marcos Tumura - Verdugo
- Rodrigo Andreatto - Rafael
- Fátima Noya - Bituquinho
- Letícia Quinto - Juliana
- Jair Assumpção - Trambika
- Giovanni Delgado - Sebastião
- Úrsula Bezerra - Moreninha
- Marli Bortoletto - Bacaninha
- Jonas Mello - Montanha
- Renato Dobal - Kakatus
- Estúdio de Dublagem: Start Desenhos Animados
- Estúdio de Gravação: Banda Sonora
- Estúdio de Som: Echo's Studio